# Торн, Гастон
Гастон Эгмон Торн (люкс. Gaston Egmond Thorn; 3 сентября 1928, Люксембург, Великое герцогство Люксембург — 26 августа 2007, Люксембург, Великое герцогство Люксембург) — люксембургский и европейский политический деятель.

## Биография
Гастон Торн во время Второй мировой войны был арестован оккупационными силами и провёл несколько месяцев в исправительном лагере.
После войны учился в высших учебных заведениях в Монпелье и Париже (Франция), а также в Лозанне (Швейцария). Получил степень доктора права и был принят в Коллегию адвокатов Люксембурга. В период учебы являлся председателем Национального союза студентов Люксембурга и председателем Международной конференции студентов. Советник Люксембурга, позже заместитель мэра города с 1951 по 1963 год.

## Политическая карьера в Люксембурге
В 1959 году Торн был избран в Законодательное собрание Люксембурга. Возглавлял Демократическую партию Люксембурга с 1961 года. Стал членом правительства в 1968 году. Долгое время занимал министерские посты в разных составах правительства, в частности: министра иностранных дел и внешней торговли (1969—1980) и министра экономики (1977—1980). В 1975 году был избран Председателем Генеральной Ассамблеи ООН. Премьер-министр Люксембурга в 1974—1979 годах. Параллельно в 1970—1982 годах был президентом (затем — почётным президентом) Либерального интернационала.

## Политическая карьера в Европейском союзе
Председатель Европейской комиссии в 1981—1985 годах.